# Svensk Lufttrafik
La compagnie Svensk Lufttrafik était une compagnie commerciale d'aviation suédoise. Elle a été fondée le 7 février 1919 et son premier vol a eu lieu le 7 août 1920. La Svensk Lufttrafik assurait la liaison commerciale des vols de passagers de la ligne Copenhague-Malmö-Warnemünde. Hermann Göring fut l'un de ses pilotes de ligne.
La compagnie a cessé d'exister en 1922.